# Jim Howard
Pour les articles homonymes, voir James Howard et Howard.
James ("Jim") Allen Howard (né le 11 septembre 1959) est un athlète américain spécialiste du saut en hauteur.
Vainqueur des Championnats des États-Unis 1984, Jim Howard se distingue dès l'année suivante en prenant la deuxième place de la Coupe du monde des nations de Canberra, derrière le Suédois Patrik Sjöberg et devant le Cubain Javier Sotomayor.
La meilleure performance de sa carrière est de 2,36 m, établie le 8 juin 1987 à Rehlingen.